# Lee Jung-su
Lee Jung-su (hangul: 이정수), född 30 november 1989 i Seoul, är en sydkoreansk skridskoåkare.
Vid OS i Vancouver 2010 tog Lee Jung-Su guldmedaljer på 1 000 meter och 1 500 meter i Short track.